# William Irwin
William Irwin, född omkring 1827 i Butler County, Ohio, död 15 mars 1886 i San Francisco, Kalifornien, var en amerikansk demokratisk politiker. Han var den 13:e guvernören i delstaten Kalifornien 1875-1880.

## Biografi
Irwin studerade vid Marietta College i Marietta, Ohio. Han flyttade till Kalifornien där han arbetade för olika industrier innan han blev tidningsredaktör.
Irwin var först ledamot av California State Assembly, underhuset i delstatens lagstiftande församling och senare ledamot av delstatens senat. Som president pro tempore i delstatens senat blev han 1875 viceguvernör när viceguvernören Romualdo Pacheco tillträdde som guvernör. Senare samma år valdes Irwin till guvernör.
Irwins grav finns på City Cemetery i Sacramento.